# تولیساواتس
تولیساواتس (به صربی: Tolisavac) یک منطقهٔ مسکونی در صربستان است که در کروپانگ واقع شده‌است.